# 15 (liczba)
15 (piętnaście) – liczba naturalna następująca po 14 i poprzedzająca 16. Warunek podzielności zapisanej w systemie dziesiętnym liczby przez 15 to, aby była podzielna zarówno przez 3, jak i przez 5.
Piętnaście sztuk to inaczej mendel, a 15 minut nazywane jest tradycyjnie kwadransem. Liczba piętnaście jest najmniejszą liczbą złożoną mającą w rozkładzie na czynniki pierwsze dwie różne liczby nieparzyste.

## 15 w nauce
- liczba atomowa fosforu
- obiekt na niebie Messier 15
- galaktyka NGC 15
- planetoida (15) Eunomia

## 15 w kalendarzu
15. dniem w roku jest 15 stycznia.
Zobacz też, co wydarzyło się w 15 roku n.e.

## 15 w kulturze
- Piętnastka – układanka logiczna